# Bennington (Vermont)
Bennington és un poble i una de les dues seus del Comtat de Bennington a l'estat de Vermont dels Estats Units d'Amèrica.

## Demografia
Segons el cens del 2000 Bennington tenia 15.737 habitants, 6.162 habitatges, i 3.863 famílies. La densitat de població era de 143,2 habitants per km².
Per edats la població es repartia de la següent manera: un 23,5% tenia menys de 18 anys, un 10,7% entre 18 i 24, un 26,1% entre 25 i 44, un 22% de 45 a 60 i un 17,8% 65 anys o més.
L'edat mediana era de 38 anys. Per cada 100 dones de 18 o més anys hi havia 82,6 homes.
La renda mediana per habitatge era de 33.706 $ i la renda mediana per família de 40.615 $. Els homes tenien una renda mediana de 30.712 $ mentre que les dones 22.411 $. La renda per capita de la població era de 17.290 $. Entorn de l'11,1% de les famílies i el 14,6% de la població estaven per davall del llindar de pobresa.